# Canadair CL-84
Canadair CL-84 — экспериментальный самолёт вертикального взлёта и посадки (СВВП) разработки канадской фирмы «Канадэр», разработка которого началась в 1957 году.

## История проекта

### Разработка
Разработка самолёта была начата в 1957 г. фирмой «Канадэр» (канадским филиалом корпорации «Дженерал дайнемикс») при финансовой поддержке министерства обороны Канады. Главный конструктор Карлис Ирбитис, эмигрировавший из Латвии во время войны. СВВП должен был применяться в качестве десантно-транспортного, поискового, спасательного, санитарного, разведывательного и связного самолёта и самолёта для поддержки наземных войск. Гражданский вариант самолёта предполагалось использовать для транспортных перевозок на короткие расстояния в труднодоступных районах, для научных исследований и санитарной службы.
В августе 1963 г. был заключён контракт с министерством обороны стоимостью 12 млн долл. на постройку экспериментального самолёта CL-84, которая была завершена в декабре 1964 г. Вскоре после этого были начаты его наземные испытания.

### Испытания
Первый полёт на режиме висения был совершен 7 мая 1965 г., затем проводились летные испытания с обычным взлетом и посадкой. Первый переход от вертикального взлёта к горизонтальному полёту был совершен 17 января 1966 г.
Во время летных испытаний 12 сентября 1967 г. экспериментальный СВВП CL-84 разбился, экипаж катапультировался. Самолёт потерял управление во время маневра в горизонтальном полёте со скоростью 275 км/ч на высоте 900 м. До аварии самолёт совершил 305 полётов и налетал 405 ч.
В 1967 г. правительство Канады выдало заказ стоимостью 13 млн долларов на постройку трёх опытных СВВП для оценочных испытаний в армии Канады. Первый из трёх строящихся опытных самолётов Канадэр CL-84-1 был передан армии Канады 31 марта 1969 г. На самолёт были установлены турбовинтовые двигатели Lycoming LTC1K-4A мощностью 1119 кВт вместо прежних мощностью 1044 кВт, увеличена вместимость топливных баков, добавлены две точки внешней подвески. Предполагалось, что оценочные испытания будут закончены в 1970 г. и охватят широкий круг условий эксплуатации от применения с наземных баз до операций с эсминцев и авианосцев.
В 1972 г. опытный СВВП Канадэр CL-84-1 был передан в испытательный центр флота США для доводочных летных испытаний в течение года по программе флотов США, Канады и Англии. Испытания показали, что общая эффективность самолёта CL-84, выраженная в километрах за час полёта для типичных поисковых операций, в два с половиной раза больше, чем у поискового вертолёта того времени.
Помимо лётных испытаний, зимой-весной 1972 года проводились опытные стрельбы по наземным целям с вращающейся подфюзеляжной пулемётной гондолы с имитацией различных вариантов тактической обстановки во время манёвров курсом и высотой. Стрельбы велись из 7,62-мм шестиствольного пулемёта с простейшим авиационным зеркальным прицелом по целям на расстоянии около 300 метров (1000 футов) при различной скорости полёта и манёврах машины. Стрельбы показали среднюю вероятность поражения цели непрерывной очередью 84 % в режиме набора высоты во время взлёта или снижения во время захода на посадку при горизонтальной скорости 74 км/ч (крылья под углом 40°), 71 % в режиме зависания над поверхностью земли при горизонтальной скорости близкой к нулю (крылья под углом 90°), 30 % в режиме полёта на крейсерской скорости 370 км/ч с заходом на цель с пологого пикирования (крылья с нулевым углом). В целом, во время захода на цели для обстрела машина вела себя более устойчиво, нежели вертолёты с аналогичным вооружением.
Второй опытный СВВП Канадэр CL-84-1 разбился в июле 1973 г. во время испытаний по программе, предусматривающей эксплуатацию с кораблей контроля морей, в авиационном центре флота США. Авария произошла на режиме горизонтального полета, экипаж в составе двух человек катапультировался. В результате аварий из трёх построенных самолётов CL-84 остался лишь один, который использовался для испытаний СВВП в полёте по приборам.

## Конструкция
Самолёт представляет собой цельнометаллический моноплан с поворотным крылом.
Фюзеляж полумонококовой конструкции из алюминиевых сплавов. В носовой части расположена кабина экипажа, остекление которой обеспечивает хороший обзор, в том числе во время вертикальной посадке. В просторной грузовой кабине могли разместиться 12 десантников.
Крыло прямоугольной формы в плане. При вертикальном взлёте и посадке крыло имело возможность поворачиваться в диапазоне от 2° до 102°, таким образом конвертоплан в вертолётном режиме мог перемещаться не только вперед, но и назад со скоростью 56 км/ч. При взлёте с коротким разбегом крыло устанавливалось в промежуточное положение. Вместе с поворотом крыла до 30° синхронно поворачивался хвостовой горизонтальный стабилизатор.
Силовая установка состоит из двух ТВД Лайкоминг Т-53 мощностью по 1400 л.с. с передним расположением выходного вала, установленных в гондолах под крылом и приводящих воздушные винты. В носовой части гондол расположены редукторы винтов.
Винты диаметром 4,27 м для создания вертикальной и горизонтальной тяги, четырёхлопастные, изменяемого шага. Лопасти выполнены из стеклопластика. Винты имеют противоположное вращение. В хвостовой части фюзеляжа установлен горизонтальный соосный рулевой винт диаметром 2,13 м для продольного управления.
Трансмиссия. Редукторы винтов соединены синхронизирующим валом через главный редуктор с муфтой сцепления, что обеспечивает отдельный запуск двигателей и работу обоих винтов при выходе из строя одного двигателя. От главного редуктора с помощью вала осуществляется привод редуктора хвостового винта.
Шасси трехопорное, со сдвоенными колесами. В полёте главные опоры убираются в обтекатели по обеим сторонам фюзеляжа.

### Технические характеристики
Источник:
- Экипаж: 2 человека
- Пассажировместимость: 12 десантника
- Габариты
  - Длина фюзеляжа: 14,41 м
  - Размах крыла по концам лопастей винтов: 10,06 м
  - Высота по килям: 4,34 м
  - Площадь крыла: 32,67 м²
- Массы
  - Масса пустого: 3 818 кг
  - Максимальная взлётная масса: 6 577 кг
    - при взлёте с коротким разбегом: 5 710 кг
- Двигатели: 2 × ТВД Lycoming T.53 Model LTC 1K-4C
  - Мощность: 2× 1 500 л.с.

### Лётные характеристики
- Максимальная скорость: 517 км/ч
- Крейсерская скорость: 497 км/ч
- Практическая дальность: 677 км
- Практический потолок: 6 800 м
- Скороподъёмность: 1 280 м/мин